# 2003年民主進步黨總統提名選舉
民主進步黨第十一任總統提名選舉，於2003年（民國92年）12月20日舉行，是民主進步黨所舉辦的第三次總統候選人初選。初選方式採登記，登記後先行溝通協調，若無法達成協議時，由中央黨部辦理全國民意調查決定提名人選。
然而，由於本屆初選僅時任民主進步黨主席陳水扁一人登記參選，初選協調作業、及全國民意調查也因而中止。2003年12月10日，民進黨中執會宣佈陳水扁正式成為該黨總統候選人；2003年12月11日，陳水扁宣佈由現任副總統呂秀蓮再次出任副手，水蓮配正式成軍。民主進步黨中央黨部並於2003年12月20日正式公告，提名陳水扁代表該黨參與2004年中華民國總統選舉；本屆初選為繼1999年民進黨總統提名選舉以來，該黨第2度出現總統候選人初選同額競選的情形。